# Bréville (Charente)
Bréville é uma comuna francesa na região administrativa da Nova Aquitânia, no departamento de Charente. Estende-se por uma área de 15,39 km². Em 2010 a comuna tinha 475 habitantes (densidade: 30,9 hab./km²).